# 青木孝太郎
青木 孝太郎（あおき こうたろう、1971年3月30日-）は、日本の男性司会者・ラジオDJ・リングアナウンサー。

## 経歴
大学卒業後、大手建設会社の営業マンとしてトップの成績を収める。
会社の同僚の結婚式で司会を担当した時の感動が忘れられず、サラリーマンを続けながら司会事務所に所属し、司会者の道へ。
1998年、婚礼司会者として100組以上の婚礼を担当していた頃、求められる型にハマった（どのシーンでも同じ口調の）司会に疑問を感じ、独自の司会スタイルを模索する。
ある朝、ラジオで聴いた『サタデーオンザウェイ』のDJケイ・グラントの〝場面場面で柔軟に声質、テンポ、口調を変える喋り″に感銘を受け、ブライダルとFMラジオを融合させることをひらめき、すぐにDJスクールに入学。ラジオ番組の文字起こし・録音テープを聴きながらひたすら喋りのシャドーイングを繰り返す日々を送る。卒業時にはラジオDJ事務所「サンデイ」主催DJコンテストでグランプリを受賞。
28歳でサラリーマンから転身し、ブライダル会社を設立。創業と同時に司会者養成スクールの校長に就任。
文化放送アナウンサーの戸谷真人に師事し、基本アナウンス術を学ぶ。
司会業、結婚式のプロデュース事業、講師としての活動など、幅広く活動。
2012年、婚礼司会担当組数1122組到達を記念して、ダイニングバーをオープンさせる。店名は、これまで司会を担当した夫婦との再会を願い、「Dining Bar 1122（イチイチニイニイ＝いい夫婦）」とした。
2013年、日本プロボクシングのリングアナウンサーとして、後楽園ホールのリングに立つ。
2014年、新たに司会事務所Blue Bloodを立ち上げる。
2017年、キックボクシング「KNOCK OUT」のリングアナウンサーを務める。
2018年、「耳で聴いて心地よい司会」をモットーに、現役の婚礼司会者として担当組数は通算1500組を越えた。

## 人物
- 少年時代から西武ライオンズの大ファン。現在も家族と野球観戦に訪れる。
- 2016年に草野球の試合で初めて西武ドームでプレーした際には、母が見守る中、最終打席で二塁打を放った。2018年度より草野球チームの主将を務め、同年、人生初の柵越えホームランも経験。
- DJを務めるラジオ番組内では、ライオンズから退団した選手に対しては、愛ゆえに少し辛口な印象がある。
- 学生時代、鮨屋で板前修業をしていた。本気で職人になろうとしていた時期もあり、鮨のにぎりは一級品。当時お世話になった大将とは今でも親交がある。
- ゴルフも得意。大学入学後、父親にゴルフクラブを譲ってもらったことをきっかけに、ゴルフにのめりこみ、一時期は本気でプロを目指していた。
- 現在、2つのラジオ番組でDJを務める。水曜日＝『かわさきDOWN STREAM（かわさきFM）』、金曜日＝『Friday Brand-new Cruise』（FMぱるるん）。それぞれ「川崎フロンターレ」（水曜日）と「水戸ホーリーホック」（金曜日）のコーナーを持つが、この2チームが直接対決をする際は、どちらを応援するか悩むという。
- 左の内ポケットには両親と撮った写真を忍ばせてある。ここ一番の仕事の前には、大学受験前夜に父親からかけられた「いくら失敗したって、命までは取られしない」という言葉を思い出し、心を落ち着かせる。父親とは自身のラジオ番組で共演も果たしている。
- 金曜日は、早朝から昼までの生放送（『Friday Brand-new Cruise/FMぱるるん』）、土日は結婚式の司会というスタイルを15年以上継続させている。
- 司会の弟子と2人でダイニングバーを切り盛りしていた時期があり、自身は料理を担当。パスタや魚料理に定評があった。
- 代表を務める司会事務所Blue Bloodの名刺にはシンボルツリーが描かれている。モチーフはマスターを務めていたダイニングバーのロゴで、仕事仲間と家族への想いが込められている。

## 司会経験会場
表参道テラス/アーフェリーク白金/青山迎賓館/青山ラピュタガーデン/セラン/麻布迎賓館/アーカンジェル代官山/TRUNK BY SHOTO GALLEY/アンダーズ東京/グランパシフィックルダイバ/ANAインターコンチネンタル東京/ザ・プリンスパークタワー東京/明治記念館/ホテルメトロポリタンエドモント/目黒雅叙園/明治記念館/リッツカールトン/スカイホール/ルシェルブラン表参道/ラ・ロシェル南青山/アイコニック銀座/トミーガーデン/メゾン・ポール・ボキューズ/west53rd日本閣/ザ クラブ オブ エクセレントコースト/日比谷サロー/学士会館/他多数

## メディア

### ラジオDJ
- 「かわさきDOWN　STREAM」かわさきエフエム 毎週（水）15:00～17:45(生放送)
- 「Friday Brand-new Cruise」エフエムぱるるん 毎週（金）7:00～13:20(生放送)

### ナレーション
BMW/アウディ/常陽銀行/スーパー銭湯やまの湯/JTB